# Архипов, Геннадий Иванович
Генна́дий Ива́нович Архи́пов (12 декабря 1945 года — 14 марта 2013 года) — советский и российский математик, лауреат премии имени А. А. Маркова (1992).

## Биография
Родился 12 декабря 1945 года. Участник 6-й ММО, где набрал 39 баллов из 42, завоевав золотую медаль. В 1964 году окончил физико-математическую школу-интернат № 18 в Москве (первый выпуск СУНЦ МГУ).
Выпускник механико-математического факультета МГУ (1969). В 1972 году окончил аспирантуру Математического института им. В. А. Стеклова, где в 1975 году защитил диссертацию на степень кандидата физико-математических наук по теме «Кратные тригонометрические суммы и приложения», а в 1984 году защитил диссертацию на степень доктора физико-математических наук, её тема: «Исследования по проблеме Гильберта-Камке». Профессор.
Работал на кафедре математического анализа механико-математического факультета МГУ, а также в отделе теории чисел Математического института имени В. А. Стеклова РАН. Работы в области теории чисел и математического анализа.
Соавтор учебника «Лекции по математическому анализу» (1999), выдержавшего на 2013 год пять изданий, получившего в 2000 году диплом Ассоциации книгоиздателей России и переведённого на китайский язык.
Умер 14 марта 2013 года. Похоронен на Митинском кладбище в Москве. На тыльной стороне надгробия математика изображена формула дзета-функции Римана.

## Награды
Премия имени А. А. Маркова (1992) — за цикл работ «Проблема Гильберта-Камке».

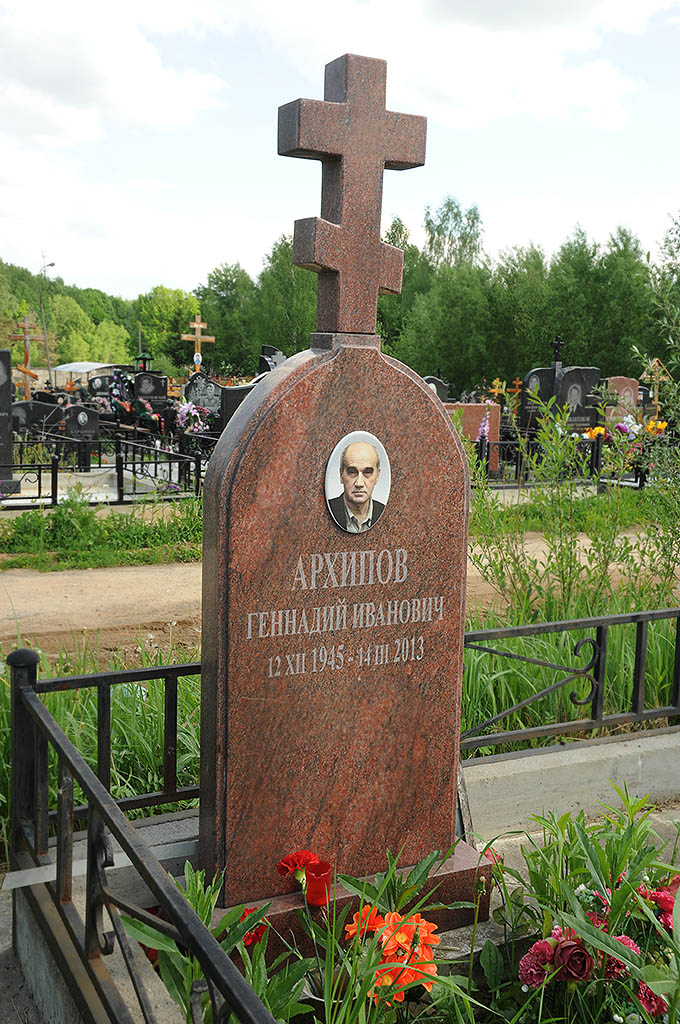
Могила Г.И. Архипова на Митинском кладбище в Москве

## Литература

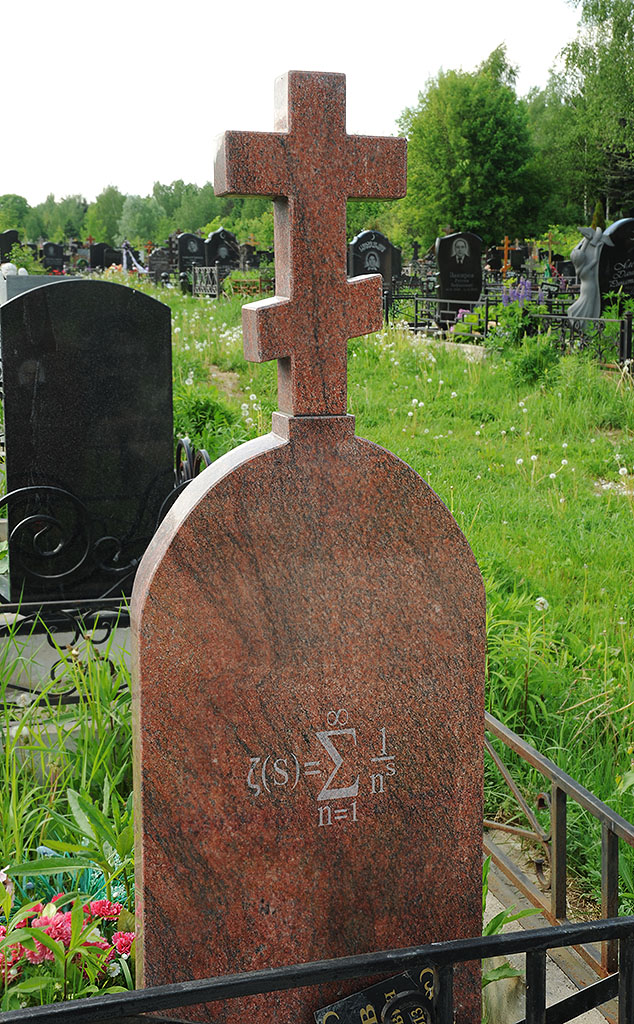
Тыльная сторона могилы Г.И. Архипова с изображением дзета-функции Римана